# Jack Ryan (série de televisão)
Tom Clancy's Jack Ryan ou simplesmente Jack Ryan é uma série de televisão criada por Carlton Cuse e Graham Roland, baseada no personagem Jack Ryan de Tom Clancy.  A série foi encomendada para o Prime Vídeo, serviço de streaming da Amazon. A primeira temporada conta com 8 episódios, cuja produção foi concluída no final de 2017.
Com produção executiva de Cuse, John Krasinski, Michael Bay, Mace Neufeld, entre outros, a série é estrelada por Krasinski que interperta Ryan, sendo o 5º ator a interpretar o personagem depois de: Alec Baldwin (The Hunt for Red October), Harrison Ford (Jogos Patrióticos e Clear and Present Danger), Ben Affleck (A Soma de Todos os Medos) e Chris Pine (Jack Ryan: Shadow Recruit). Jack Ryan estrou na Prime Vídeo no dia 31 de agosto de 2018. Quatro meses antes da estreia, a série foi renovada para uma segunda temporada.
A terceira temporada estreou no dia 21 de dezembro de 2022,  contendo oito episódios. O lançamento atrasou devido à pandemia da COVID-19, uma vez que a segunda temporada havia sido lançada em outubro de 2019. A quarta temporada, revelada como a última, foi gravada simultaneamente com a terceira, sem previsão de estreia.
A quarta e última temporada aconteceu no dia 30 de junho de 2023 na plataforma da Amazon Prime Video com um total de seis episódios.

## Premissa
Jack Ryan segue o analista da CIA quando ele é arrancado de segurança da sua mesa de trabalho e colocado no trabalho em campo após a descoberta de uma série de transferências bancárias duvidosas. Sua busca por respostas o leva por toda a Europa e o Oriente Médio enquanto ele descobre uma crescente ameaça terrorista ameaçando a segurança dos Estados Unidos.

## Elenco e personagens

### Principal
- John Krasinski como Jack Ryan, um analista que trabalha para a Agência Central de Inteligência. O Jack Ryan de Krasinski é inspirado no Jack Ryan de Harrison Ford, que foi o intérprete do personagem em Patriot Games (Jogos Patrióticos no Brasil e Jogos de Poder - O Atentado em Portugal) e Perigo Real e Imediato. O diretor e produtor executivo Daniel Sackheim disse: "o que foi tão ótimo sobre os filmes com Harrison Ford era de que eles eram sobre um herói do dia a dia. Ele era um cara que não era um super-herói. Ele era heroico, mas ele era vulnerável. Ele não tinha medo de ter medo. Ele era um homem comum e um herói."[6]
- Abbie Cornish como Cathy Müller, uma médica especializado em doenças infecciosas e noiva de Jack.
- Wendell Pierce como James Greer, é o chefe de Jack e ex- oficial de caso da CIA.
- Ali Suliman como Suleiman, um ativista islâmico.
- Dina Shihabi como Hani, esposa de Suleiman.
- Amir El-Masry como Ibrahim, o mais confiável membro de da seita de Suleiman.
- John Hoogenakker como Matice (recorrente na 1ª temporada, princiapal a partir da 2ª  temporada), um agente de Operações Secretas da CIA.
- Noomi Rapace como Harriet "Harry" Baumann ( 2ª temporada), um agente na Inteligência Secreta da Alemanha.
- Michael Kelly , como Mike November (2ª temporada), um oficial de campo da CIA.
- Jovan Adepo como Marcus (2ª temporada), um ex-tripulante especial da Marinha que trabalha na reparação de barcos.
- Jordi Molla como Nicolas Reyes (2ª temporada), o presidente da Venezuela
- Cristina Umaña como Gloria Bonalde (2ª temporada), política e mãe.
- Francisco Denis como Ubarri (2ª temporada), General do governo de Reyes.

### Recorrente
- Peter Fonda como Joe Muller, pai de Cathy.
- Mena Massoud como Tarek Kassar, amigo e colega de Jack.
- Timothy Hutton como Singer, Vice-Diretor de Operações da CIA.
- Al Sapienza como Tenete General Marcus Trent, diretor adjunto de assuntos militares.
- Haaz Sleiman como Ali bin Suleiman (1ª temporada), irmão mais novo de Suleiman.

## Produção

### Desenvolvimento
Em 22 de setembro de 2015, foi anunciada pelo Deadline que a Paramount Television iria criar uma série de TV baseada em Jack Ryan, com a criação do ex-produtor de Lost Carlton Cuse e o roteirista Graham Roland. A nova série foi descrita pela Deadline como sendo "uma nova visão contemporânea do personagem usando os romances como fonte de material". A Paramount TV fez parceria com a companhia de produção de Michael Bay, a Platinum Dunes para o projecto, bem como fez parceria também com a Skydance Mídia. Uma semana depois, após uma guerra de lances entre várias redes de televisão, foi anunciado em 29 de setembro de 2015 que serviço de streaming da Amazon comprou os direitos para a exibição da série.
Amazon prosseguiu em colocar a produção em desenvolvimento, tendo enviado nesse período três roteiros escritos por Cuse e Roland. Em 16 de agosto de 2016 foi anunciado que a produção havia sido aprovada para a encomenda de uma primeira temporada completa, composta de dez episódios (posteriormente desenvolvido efetivamante em 8 episódios).
Em janeiro de 2017, foi anunciado que Morten Tyldum iria dirigir o piloto e que Daniel Sackheim iria dirigir vários episódios além de produzir a série.
Em 24 de abril de 2018, foi relatado que a Amazon tinha renovado a série. A segunda temporada se passará na América do Sul, onde Jack assume "um perigoso declínio do regime democrático." Em 14 de Maio de 2018, foi relatado que Richard Rutkowski serviu como diretor de fotografia para o piloto e que Checco Varese havia atuando na função pelos sete episódios seguintes da primeira temporada. Em 14 de agosto de 2018, foi anunciado que Phil Abraham iria dirigir os dois primeiros episódios da segunda temporada.

### Escolha de elenco
Em 29 de abril de 2016, foi anunciado que John Krasinski tinha sido escolhido para interpretar o personagem. Em 3 de novembro de 2016, foi relatado que Abbie Cornish tinha sido escalada como a noiva de Jack, Cathy Müller. Em 16 de dezembro de 2016, foi anunciado que Wendell Pierce, Ali Suliman, e Dina Shihabi tinha sido contratados para atuar no elenco principal. Em Março de 2017, foi anunciado que Peter Fonda, Mena Massoud, Timothy Hutton, e Al Sapienza tinha sido contratados para papéis recorrentes. Em 5 de junho de 2017, foi relatado que Amir El-Masry tinha se juntado a série em um papel de coadjuvante. Juntamente com o anúncio da renovação da série, foi confirmado que Krasinski e Pierce iriam retornar para a segunda temporada. Em 4 de Maio de 2018, foi relatado John Hoogenakker tinha sido promovido a personagem regular para a segunda temporada, depois de anteriormente aparecer periodicamente na primeira temporada. Em 20 de julho de 2018, foi anunciado durante o painel da Amazon na San Diego Comic-Con que Noomi Rapace se juntou ao elenco principal para a segunda temporada. Em agosto de 2018, foi anunciado que Michael Kelly, Jovan Adepo, Jordi Molla, Cristina Umaña, e Francisco Denis tinha se juntado ao elenco principal da segunda temporada.

### Filmagem
Jack Ryan foi filmado em vários locais. Em 10 de Maio de 2017, Krasinski foi flagrado filmando suas cenas em Washington, D.C. Nos dias seguintes a série de TV também foi filmada em Maryland, Virginia, Quebec, e Marrocos. A produção para a segunda temporada está definida para começar no verão estaduniense de 2018, na Europa, América do Sul e os Estados Unidos.

## Lançamento

### Marketing
Durante o mês de setembro de 2017, uma série de teasers promocionais foram postados em todas as contas oficiais de mídia social da série, culminando com teaser final mostrando a primeira filmagem de John Krasinski como Jack Ryan, que foi lançado em 3 de outubro de 2017. Em 7 de outubro de 2017, a série fez sua estréia na New York Comic Con , coincidindo com o lançamento de um novo trailer. Krasinski, Cornish e os criadores Cuse e Roland participaram do painel NYCC, onde também foram exibidos os sete primeiros minutos do episódio piloto.
Em 30 de janeiro de 2018, o trailer do Super Bowl para a série foi lançado on-line, cinco dias antes do evento de futebol e marcando a primeira vez que um anúncio da Amazon para suas séries originais foi lançado no Super Bowl. Em um comunicado, o chefe de marketing da Amazon Studis, Mike Benson disse: "Dado o colossal escopo e a escala da série, juntamente com a popularidade dos romances de Tom Clancy, sabíamos que o Jack Ryan de Tom Clancy seria excelente para o primeiro anúncio da Prime Vídeo em um Super Bowl. A natureza global da audiência nos oferece uma oportunidade única para dar aos espectadores um olhar para esta nova e emocionante série que está chegando no Prime." Ele também anunciou que o programa irá ser lançado dia 31 de agosto. Em 11 de junho de 2018, o trailer oficial para a série foi lançado. Em 4 de julho de 2018, um trailer, intitulado "Presidents", com citações dos Presidentes dos EUA Bill Clinton e John F. Kennedy, foi lançado em conjunto com o Dia da Independência dos EUA.

### Estreia
Em 16 de junho de 2018, a série realizou a sua estreia mundial no 58º Festival Anual de Televisão de Monte Carlo, no Grimaldi Forum , em Monte Carlo, Mônaco. O evento contou com uma exibição do episódio piloto da série que contou com a presença de membros do elenco John Krasinski, Dina Shihabi e Wendell Pierce, ao lado dos criadores da série e produtores executivos Carlton Cuse e Graham Roland.

### Brasil
Foi exibida pelo SBT de 7 de janeiro a 25 de fevereiro de 2023, ocupando a faixa da meia noite dos sábados. A série marca a volta da exibição de produções internacionais nesse horário desde a primeira temporada de The Boys em 2020.